# 681 Ґорґо
681 Ґорґо (681 Gorgo) — астероїд головного поясу, відкритий 13 травня 1909 року. Названий на честь Горгони, одного з чудовиськ давньогрецької міфології.
Тіссеранів параметр щодо Юпітера — 3,176.